# Randolph Air Force Base

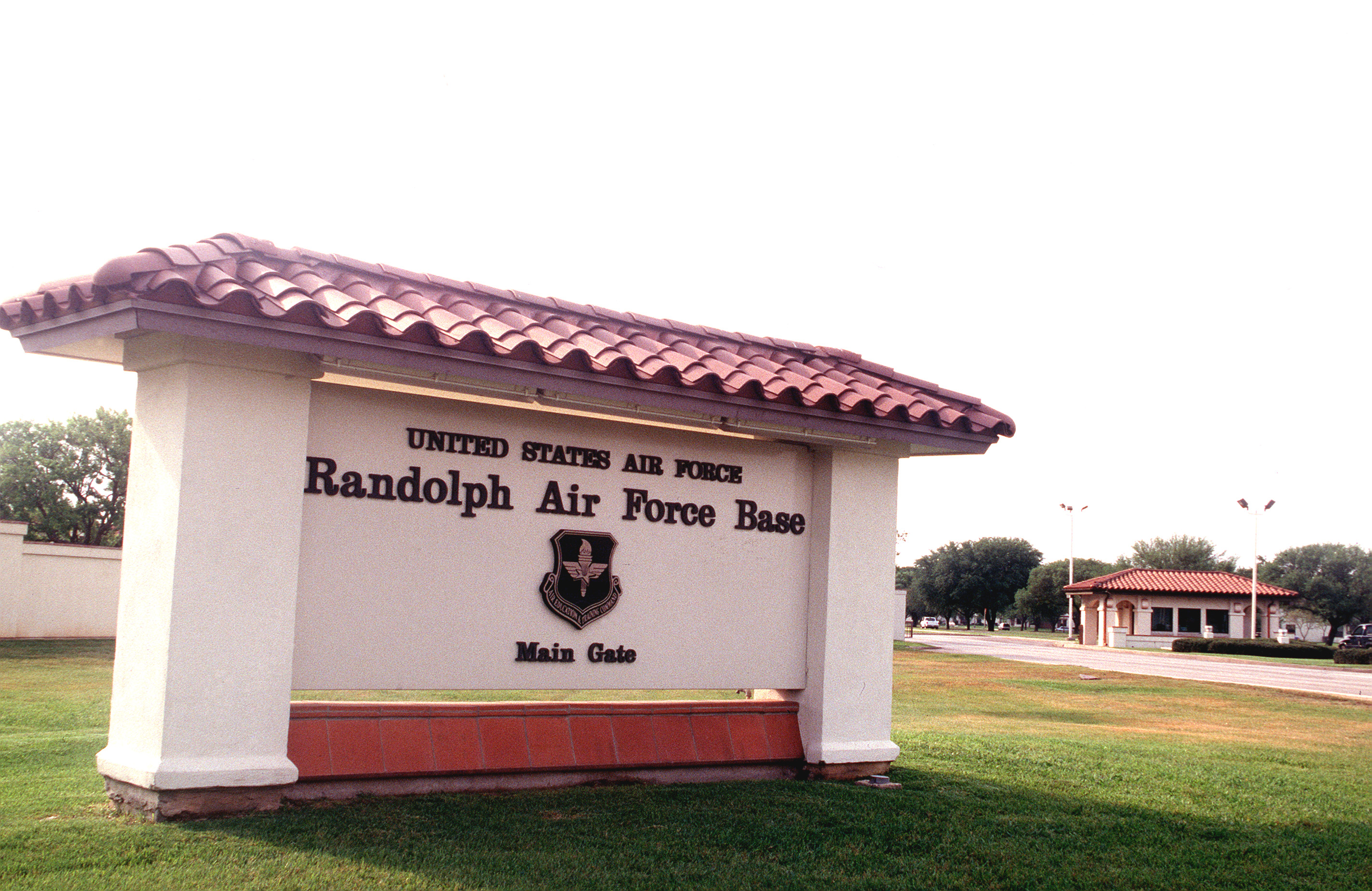
Randolph Air Force Base.

La Randolph Air Force Base (code IATA : RND • code OACI : KRND) est une base de l'United States Air Force située à San Antonio au Texas.
Elle est sous la juridiction du Air Education and Training Command (AETC).
Cette base fait partie depuis 2010 de la Joint Base San Antonio (en), un regroupement du Fort Sam Houston de l'armée américaine, de la Lackland Air Force Base de l'USAF et de la Randolph Air Force Base.